# 124P/Mrkos
124P/Mrkos, komet Jupiterove obitelji.